# Esporte em Montenegro
O Esporte em Montenegro tem um proeminente papel na sociedade montenegrina.
Os esportes populares em Montenegro são: futebol, basquetebol, polo aquático, handebol e voleibol dos coletivos, boxe, caratê, judô, atletismo, lutas, tênis de mesa. Montenegro participou da primeira Olimpíada em 2008.